# باتانگاس
باتانگاس (به لاتین: Batangas City) یک منطقهٔ مسکونی در فیلیپین است که در باتانگا واقع شده‌است.

## خصوصیات
باتانگاس ۴۷۷ متر بالاتر از سطح دریا واقع شده‌است.

## خواهرخوانده
شهرهای ریو دو ژانیرو و لانگنفلد (راینلند) خواهرخوانده‌های باتانگاس هستند.